# جوليانا ألفيس
جوليانا ألفيس دي أوليفيرا (بالبرتغالية: Juliana Alves‏) (من مواليد 3 مايو 1982) ممثلة وعارضة برازيلية ، والمعروف أنها تشارك في برنامج الواقع الاخ الأكبر البرازيل 3 في 2003. وفازت جوليانا بمكانة في البرنامج عن طريق الصدفة تقريبًا: أثناء مغنية الحفل لويز ميلوديا ، اقترب منها منتج قناة غلوبو ، الذي دعاها لإجراء مقابلة. هذه الخطوة الأخيرة ، شاركت جوليانا في اختبارات مختلفة ، ليتم اختيارها.

## روابط خارجية
- جوليانا ألفيس على موقع IMDb (الإنجليزية)
- جوليانا ألفيس على موقع ألو سيني (الفرنسية)
- جوليانا ألفيس على موقع قاعدة بيانات الفيلم (الإنجليزية)
- جوليانا ألفيس على موقع كينوبويسك (الروسية)